# Rasochi (obwód homelski)
Rasochi (biał. Расохі; ros. Расохи, Rasochi; pol. hist. Rasochy, Rassochy) – wieś na Białorusi, w obwodzie homelskim, w rejonie kormańskim, w sielsowiecie Łużok.

## Historia
W XIX i w początkach XX w. położone były w Rosji, w guberni mohylewskiej, w powiecie rohaczewskim. Były wówczas siedzibą zarządu gminy Rasochy.
Następnie w granicach Związku Sowieckiego. Od 1991 w niepodległej Białorusi.